# 迦尔纳湖
迦尔纳湖是印度卡尔纳尔市一湖泊，为该市主要旅游景点之一。其距昌迪加尔与德里皆为125千米。

## 起源
据民间传说记载，印度史诗摩诃婆罗多主要人物之一迦尔纳常于此沐浴，并将自己的铠甲赠予阿周那之父因陀罗。有说法推测其所在城市卡尔纳尔之名即意为“迦尔纳湖”，亦有当地说法表明其意为“迦尔纳之城”。